# Vogt-Koyanagi-Harada-Syndrom

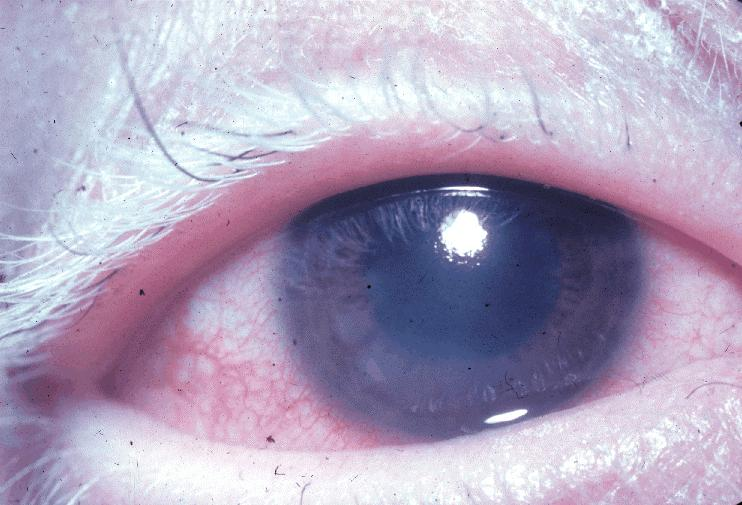

Das Vogt-Koyanagi-Harada-Syndrom ist eine multisystemische Erkrankung, der eine T-Zell-vermittelte Autoimmunreaktion gegen Melanozyten zugrunde liegt.
Die Erkrankung, die meist zwischen dem 20. und dem 50. Lebensjahr beginnt und vor allem stärker pigmentierte Bevölkerungsgruppen betrifft, ist nach einem unspezifischen Prodromalstadium, das einer viralen Infektion ähnelt, charakterisiert durch rezidivierende aseptische Meningitiden, Iridozyklitiden, eine Vitiligo und einen Verlust von Wimpern. Die Diagnosekriterien wurden 1999 revidiert. Die Diagnose wird klinisch gestellt, abhängig von den extraokulären Manifestationen als komplett, inkomplett oder wahrscheinlich. Die Behandlung wird erfolgreich mit hochdosierten Steroiden durchgeführt, ggf. längerfristig mit zusätzlichen Immunsuppressiva, wie zum Beispiel Ciclosporin. Die längerfristige Prognose ist hinsichtlich des Sehvermögens gut, wenn die Diagnose frühzeitig gestellt wird und eine aggressive Behandlung erfolgt.
Seit 2008 existiert ein Tiermodell der Krankheit.
Die Erkrankung ist nach Alfred Vogt, Yoshizo Koyanagi und Einosuke Harada benannt. Ein Synonym ist Yugé-Syndrom (nach T. Yugé).